# Kaloketos pilosus
Genre
Espèce
Kaloketos pilosus, unique représentant du genre Kaloketos, est une espèce de rémipèdes de la famille des Cryptocorynetidae.

## Distribution
Cette espèce est endémique des Îles Turques-et-Caïques. Elle se rencontre dans la grotte anchialine Cottage Pond sur North Caicos.

## Description
L'holotype mesure 29 mm.

## Publication originale
- Koenemann, Iliffe & Yager, 2004 : Kaloketos pilosus, a new genus and species of Remipedia (Crustacea) from the Turks and Caicos Islands. Zootaxa, no 618, p. 1-12 (texte intégral).